# Hoofdrol
De hoofdrol, hoofdpersoon, hoofdfiguur of protagonist is een personage in een verhaal, zoals in een film, toneelstuk, boek, strip, televisieserie, opera, operette, animatiefilm of computerspel, dat de grootste bijdrage aan het verhaal levert en dus ook het vaakst voorkomt of het langst "in beeld" is. Rond dit personage draaien in feite alle gebeurtenissen en ontstaat elke situatie.
De personen die ergens de hoofdrol in hebben, worden hoofdrolspelers genoemd. Beroemde (dus doorgaans dure) hoofdrolspelers dienen vaak eveneens als publiekstrekker, vooral in films, toneelstukken of opera's, en worden daarom uitgebreid ingezet voor reclameacties of marketingcampagnes.
Er kunnen ook meerdere hoofdrollen zijn, veelal twee, die zoals in het klassiek toneel de protagonist (de 'held', soms echter een antiheld) en de antagonist (veelal de slechterik) worden genoemd, maar soms meer, bijvoorbeeld broers of zussen of partners in een bedrijf of organisatie. Wanneer een productie haar titel aan het personage ontleent (bijna altijd de protagonist), zoals Hamlet of Mariken van Nieumeghen, heet de rol de titelrol.
Een kenmerk van hoofdrollen is volgens velen het hebben van de meeste teksten (behalve uiteraard in de stomme film), hoewel dat lang niet altijd geldt. Denk bijvoorbeeld aan rollen zoals de cyborgen Arnold Schwarzenegger (als Terminator) of Peter Weller (als RoboCop), de autistische Raymond (Dustin Hoffman uit Rain Man), de zwijgzame Mr. Bean van Rowan Atkinson of de griezelige Graaf Dracula van onder anderen Christopher Lee, die zich allemaal vooral uiten met gebaren, lichaamstaal en mimiek. Daarnaast hebben ook wel (mensen)taal-onmachtige dieren of voertuigen een hoofdrol, waardoor de teksten ook niet meer belangrijk zijn. Bekende voorbeelden hiervan zijn de auto's Herbie en Christine, de onderling vijandige kat en muis Tom en Jerry, de reuzenhagedis Godzilla, de dolfijn Flipper, de witte haai uit Jaws, de orka uit Free Willy en de gigantische gorilla King Kong.